# Терористичний акт у національному музеї Бардо (2015)
Теракт у національному музеї Бардо — напад, скоєний 18 березня 2015 року двома невідомими бойовиками у військовій формі на парламент Тунісу, а потім на національний музей Бардо із захопленням заручників. Дев'ятнадцять осіб, в основному це європейські туристи, були вбиті під час атаки, ще 44 осіб зазнали поранень. Поліція Тунісу знищила бойовиків і розглядає цю подію як терористичну атаку. У спецоперації загинув один поліцейський.. Відповідальність за терористичну атаку взяла на себе Ісламська держава Іраку та Леванту.

## Загиблі
| Громадянство | Кількість                    |
| ------------ | ---------------------------- |
| Японія       | 5                            |
| Італія       | 4                            |
| Колумбія     | 2                            |
| Франція      | 2                            |
| Іспанія      | 2                            |
| Росія        | 1                            |
| Туніс        | 5 (у тому числі 2 терориста) |
| Австралія    | 1                            |
| Польща       | 3                            |
| Іспанія      | 1                            |
| Всього       | 23                           |

Унаслідок теракту загинуло 23 людини: 18 іноземних туристів, 3 громадянина Тунісу і 2 терориста.